# المحكمة الإفريقية للعدل وحقوق الإنسان
المحكمة الأفريقية للعدل وحقوق الإنسان هي محكمة دولية وإقليمية في أفريقيا. تأسست عام 2004 من خلال اندماج المحكمة الأفريقية لحقوق الإنسان والشعوب ومحكمة العدل الأفريقية. إنها الوكالة القضائية الأساسية للاتحاد الأفريقي.
يقع مقر المحكمة في مدينة أروشا، تنزانيا، مثل المحكمة الجنائية الدولية لرواندا، ومثل سابقتها محكمة العدل الأفريقية.
وتتكون المحكمة من غرفتين، واحدة للأمور القانونية العامة والأخرى للبت في معاهدات حقوق الإنسان. ضمن هذا، للمحكمة دور استشاري ودور قضائي. تختص المحكمة بتفسير أحكامها في غرفة استئنافية.

## التاريخ
المحكمة الأفريقية للعدل وحقوق الإنسان هي محكمة دولية مقرها أروشا، تنزانيا. تم اقتراح دمج المحكمة الأفريقية لحقوق الإنسان والشعوب ومحكمة العدل الأفريقية من قبل رئيس مؤتمر الاتحاد الأفريقي ورئيس جمهورية نيجيريا الاتحادية، الرئيس أولوسيغون أوباسانجو، في عام 2004. وقد أثيرت فكرة توحيد المحكمتين بسبب عدم كفاية أموال الاتحاد الأفريقي. في كانون الثاني (يناير) 2005، اجتمعت لجنة من الخبراء القانونيين في أديس أبابا، إثيوبيا لصياغة مشروع بروتوكول يحترم نزاهة المحكمتين المستقلتين، وفي نفس الوقت ينشئ طريقة لتنظيم شؤون المحكمة المدمجة الجديدة. بعد ذلك، اجتمعت لجنة في نيجيريا لاقتراح مشروع بروتوكول للمجلس التنفيذي للاتحاد الأفريقي. في مارس 2005، ووفق على المسودة ومُرِّرت إلى الخبراء القانونيين لمعرفة توصياتهم. قُدمت التوصيات في قمة الاتحاد الأفريقي في سرت بليبيا. وقرر مؤتمر رؤساء الدول والحكومات أن تبدأ العمليات، وأن يكون المقر الرئيسي في منطقة شرق إفريقيا. 

## وظائف المحكمة الجديدة
تُراجع المحكمة الأفريقية للعدل وحقوق الإنسان في نهاية المطاف قضايا جرائم الحرب والاتجار بالبشر و/أو المخدرات والإبادة الجماعية والجرائم ضد الإنسانية والإرهاب والقرصنة. تنقسم المحكمة بشكل أساسي إلى قسمين مختلفين: قسم حقوق الإنسان وقسم الشؤون العامة. القضاة مقسمون بالتساوي بين الاثنين. إذا كانت هناك قضية معلقة من المحكمة الأفريقية السابقة لحقوق الإنسان والشعوب، فسوف تنتقل إلى قسم حقوق الإنسان بالمحكمة وستذهب قضايا العدالة من محكمة العدل الأفريقية إلى قسم الشؤون العامة. نظرًا لأن توحيد المحكمة الأفريقية لحقوق الإنسان والشعوب ومحكمة العدل الأفريقية حدث في منتصف فترات الانتخابات الخمسية، فقد أدى القضاة السابقون في المحكمتين اليمين إلى أن يُنتخب أعضاء جدد ويؤدوا القسم.  تتكون المحكمة من ستة عشر قاضيا، وجميعهم من دول أعضاء مختلفة. على الرغم من أنه من المتوقع أن يحافظ قضاة محكمة العدل وحقوق الإنسان الأفريقية على الأخلاق الرفيعة، إلا أنهم مُنحوا حصانة كاملة من القوانين الدولية، طوال فترة المنصب وبعده. 

## روابط خارجية
- بروتوكول حول النظام الأساسي للمحكمة الأفريقية للعدل وحقوق الإنسان